# Малаи
Малаи — хутор в Калининском районе Краснодарского края.
Входит в состав Куйбышевского сельского поселения.

## География

### Улицы
- ул. Будённого,
- ул. Мира.

## Население
| 2002 | 2010 |
| ---- | ---- |
| 39   | ↘7   |